# 垂直農法

シンガポールでの垂直農法

垂直農法（すいちょくのうほう、英: vertical farming、垂直農業）は、 高層建築物の階層、及び高層の傾斜面を使用して垂直的に農作業、動物の育成を行う方法。　

## 概念の提唱
- Gilbert Ellis Bailey（'Vertical Farming'、1915年[1]）
- Ken Yeang、建築家、
  - 議論：　地上のグリーンハウス農法より、通気性が高い、　階層毎に使い分けが可能
- Dickson Despommier　環境学者、コロンビア大学教授、1999年発表[2]
  - 議論：　消費エネルギー削減、人工農薬などの集中処理が可能

## 歴史
- 1909年、『ライフ』誌、高層建築を使用した農業の絵が掲載
- 1922年、ル・コルビュジエ、 Immeubles-Villas[3]
- 1972年、 SITE’s Highrise of homes[4]
- インチョン（韓国）、アブダビ（アラブ首長国連邦）、Dongtan（中国）[5]、ニューヨーク、ポートランド（オレゴン州）、ロサンゼルス、ラスベガス[6] の開発業者、及び行政が関心を示している
- イリノイ工科大学[7]
- 2010年、Green Zionist Allianceがイスラエルでの建築計画を発表[8]
- 2012年、シンガポール、スカイグリーンズ社（Sky Greens[9]）による商用垂直農場設立[10][11]

## 利点

### 人口
2050年の世界人口（増加し、過半数は都市圏に居住すると推測）に対応可能。

### 生産・流通・消費サイクルの向上
通年収穫、多様な種の生産・流通が可能。　生産地と消費地が近いために、流通過程での損傷が無くなる。

### 天候対応性
天候の変動、自然災害への対応

### 省資源化
生産・流通・消費サイクルの向上により、使用エネルギーなどの効率化が可能
照明、空調などの消費エネルギー削減が可能

### 有機農法
集中的管理環境のために、農薬使用量の減少が可能

### 動物・自然生態系への影響が減少
従来の農業は、それまでの居住動植物生活を破壊した後に成立しているが、垂直農法はその量を減少させることが可能

### 農業従事者の環境改善
従来あった農業従事者への危険因子（虫、農薬、野生生物、大型農業機械による事故など）が無くなる。

### 都市・自然双方の環境向上
都市型の集中農業により、他産業との連携が可能。　従来の農業を行う上で必要だった自然破壊を最低限に押さえることが可能、自然の収穫物をより多く獲得することが可能 。

### エネルギー生産
集中管理により、メタン分解による発電を行うことが可能。

## 使用技術
- 温室
- Aeroponics / 水耕栽培 /  Aquaponics
- コンポスト
- Grow light
- ファイトレメディエーション
- 高層建築

## 批判・議論点
経済性 、エネルギー使用量、親環境性

## 文献
- "The Vertical Farm: Feeding the World in the 21st Century" Dickson Despommier, Picador USA, 2011 
  - 『垂直農場―明日の都市・環境・食料』ディクソン・デポミエ、NTT出版、2011年